# Sárig es kit kígyó
A Sárig es kit kígyó (más néven 'Sárga kicsi kígyó', vagy 'Sárga sárkánykígyó', eredeti címe mai magyar nyelven kb. 'sárga testű kígyó') egy csángó népballada. (A moldvai csángók egy kisebb része, az északi csángók a magyar nyelv olyan változatát beszélik, amely sok vonásában a középkori magyar nyelvet őrzi).
Sok szövegváltozat létezik, de a történet általában ugyanaz: egy pásztorlegény ingébe bebújik egy kígyó, ami megeszi a fél karját annak, aki kiveszi, így senki nem hajlandó kivenni, kivéve a legény menyasszonyát, akinek a kezében a kígyó arannyá változik, jutalmul önfeláldozásáért. Az eredeti szöveg 25 versszakos, de léteznek hosszabb-rövidebb változatok.